# ت ع م+12:00
|  | التوقيت     | المنطقة                   |
|  | ----------- | ------------------------- |
|  | ت ع م+2:00  | MSK−1: توقيت كالينينغراد  |
|  | ت ع م+3:00  | MSK:+1 توقيت موسكو        |
|  | ت ع م+4:00  | MSK+1: توقيت سامارا       |
|  | ت ع م+5:00  | MSK+2: توقيت ييكاتيرينبرغ |
|  | ت ع م+6:00  | MSK+3: توقيت أومسك        |
|  | ت ع م+7:00  | MSK+4: توقيت كراسنويارسك  |
|  | ت ع م+8:00  | MSK+5: توقيت إركوتسك      |
|  | ت ع م+9:00  | MSK+6: توقيت ياكوتسك      |
|  | ت ع م+10:00 | MSK+7: توقيت فلاديفوستوك  |
|  | ت ع م+11:00 | MSK+8: توقيت سريدنكوليمسك |
|  | ت ع م+12:00 | MSK+9: توقيت كامشاتكا     |

ت ع م+12:00 (بالإنجليزية: UTC+12:00)‏، هو معرف لمنطقة زمنية تقع قبل التوقيت العالمي المنسق (ت ع م) باثنتا عشرة ساعة +12، ويستخدم لقياس الوقت.

## التوقيت الرسمي

### طوال السنة
أوروبا
- روسيا – توقيت كامشاتكا
- فرنسا – يستخدم التوقيت فقط في والس وفوتونا[1]

أوقيانوسيا
- جزر مارشال[1]
- كيريباتي – وتشمل:

- جزر جلبرت
- بانابا

- ناورو[1]
- توفالو[1]

أمريكا الشمالية
- الولايات المتحدة – يستخدم التوقيت فقط في جزيرة ويك[1]

### شتاءًا فقط
أوقيانوسيا
- فيجي
- نيوزيلندا – (باستثناء جزر تشاتام)

القارة القطبية الجنوبية
- قطب جنوبي
- منطقة روس

## روابط خارجية
- اعثر على مناطق حاليًا فارق ت ع م+12